# Mark Keil
Mark Keil (* 3. Juni 1967 in Mountain View, Santa Clara County, Kalifornien) ist ein ehemaliger US-amerikanischer Tennisspieler.

## Leben
Keil besuchte die University of South Florida in Tampa und wurde 1988 Tennisprofi. Er konnte auf der ATP World Tour fünf Turniere im Doppelwettbewerb gewinnen, weitere achtmal stand er in einem Doppelfinale. Im Einzel gewann er ein ATP-Challenger-Tour-Turnier. Seine höchste Notierung in der Tennisweltrangliste erreichte er 1991 mit Position 167 im Einzel sowie 1995 mit Position 32 im Doppel. Sein bestes Einzelresultat bei einem Grand-Slam-Turnier war das Erreichen der zweiten Runde 1995 bei den Australian Open. Im Doppel erreichte er je zweimal das Achtelfinale der Australian Open sowie der US Open. Seit 2001 arbeitet Keil als Tennistrainer.
Sein Vater Klaus Keil ist Professor an der University of Hawaiʻi at Mānoa, nach dem das Mineral Keilit sowie der Asteroid (5054) Keil benannt sind.

## Erfolge
| Legende                                       |
| Grand Slam                                    |
| Tennis Masters Cup                            |
| ATP Masters Series                            |
| ATP International Series Gold                 |
| ATP World Series ATP International Series (5) |

| Titel nach Belag |
| Hartplatz (3)    |
| Sand (1)         |
| Rasen (0)        |
| Teppich (1)      |

### Doppel

#### Turniersiege
| Nr. | Datum              | Turnier        | Belag     | Partner              | Finalgegner                   | Ergebnis      |
| --- | ------------------ | -------------- | --------- | -------------------- | ----------------------------- | ------------- |
| 1.  | 1. März 1992       | Scottsdale (1) | Hartplatz | Dave Randall         | Kent Kinnear Sven Salumaa     | 4:6, 6:1, 6:2 |
| 2.  | 28. Februar 1993   | Scottsdale (2) | Hartplatz | Dave Randall         | Luke Jensen Sandon Stolle     | 7:5, 6:4      |
| 3.  | 4. April 1993      | Osaka          | Hartplatz | Christo van Rensburg | Glenn Michibata David Pate    | 7:6, 6:3      |
| 4.  | 12. März 1995      | Kopenhagen     | Teppich   | Peter Nyborg         | Guillaume Raoux Greg Rusedski | 6:7, 6:4, 7:6 |
| 5.  | 17. September 1995 | Bukarest       | Sand      | Jeff Tarango         | Cyril Suk Daniel Vacek        | 6:4, 7:6      |

#### Finalteilnahmen
| Nr. | Datum              | Turnier     | Belag     | Partner          | Finalgegner                      | Ergebnis      |
| --- | ------------------ | ----------- | --------- | ---------------- | -------------------------------- | ------------- |
| 1.  | 3. Mai 1992        | Atlanta     | Sand      | Dave Randall     | Steve DeVries David Macpherson   | 3:6, 3:6      |
| 2.  | 8. November 1992   | Buzios      | Hartplatz | Tom Mercer       | Maurice Ruah Mario Tabares       | 6:7, 7:6, 4:6 |
| 3.  | 1. Oktober 1995    | Basel       | Hartplatz | Peter Nyborg     | Cyril Suk Daniel Vacek           | 6:3, 3:6, 3:6 |
| 4.  | 2. Februar 1997    | Zagreb      | Teppich   | Brent Haygarth   | Saša Hiršzon Goran Ivanišević    | 4:6, 3:6      |
| 5.  | 24. August 1997    | Long Island | Hartplatz | T. J. Middleton  | Marcos Ondruska David Prinosil   | 4:6, 4:6      |
| 6.  | 8. Februar 1998    | Marseille   | Hartplatz | T. J. Middleton  | Donald Johnson Francisco Montana | 4:6, 6:3, 3:6 |
| 7.  | 26. April 1999     | Prag        | Sand      | Nicolás Lapentti | Martin Damm Radek Štěpánek       | 0:6, 2:6      |
| 8.  | 19. September 1999 | Taschkent   | Hartplatz | Lorenzo Manta    | Oleg Ogorodov Marc Rosset        | 6:74, 6:71    |